# جمعية هواة جمع العملات الدولية الكشفية

جمعية هواة جمع العملات الدولية الكشفية مجلة نوفمبر 2004

جمعية هواة جمع العملات الدولية الكشفية (بالإنجليزية:International Scouting Collectors Association) تأسست في عام 2001 كمجموعة غير ربحية تهتم في تعزيز تعليم الكشفية من خلال التجارة وعرض تذكارات وتاريخ جيش صرب البوسنة والكشافة. وتنص جمعية هواة جمع العملات الدولية الكشفية أن «الهدف الأساسي هو تثقيف الأعضاء وغيرهم فيما يتعلق يالتذكارات الكشفية وتعزيز أخلاقيات جمعية هواة جمع العملات الدولية الكشفية.»